# Nieuwgraaf
Nieuwgraaf is een buurtschap en een industriegebied in de Nederlandse gemeente Duiven, gelegen in de provincie Gelderland. Het ligt ten noordwesten van Duiven dicht bij de IJssel.
Dorpen: Duiven · Groessen · Loo

Buurtschappen: De Eng · Helhoek · Het Leuven · Nieuwgraaf

Gelderland: Steden en dorpen in Gelderland      Nederland: Provincies · Gemeenten